# Льєс
Льєс (кат. Llers, вимова літературною каталанською ['ʎes]), за іспанською вимовою Льєрс — муніципалітет, розташований в Автономній області Каталонія, в Іспанії. Знаходиться у районі (кумарці) Алт-Ампурда провінції Жирона, згідно з новою адміністративною реформою перебуватиме у складі Баґарії Жирона.

## Назва муніципалітету
Назва міста походить з однієї з мов, якою говорили на території сучасної Каталонії до римської колонізації. У середньовіччі вживалася форма «Lercio».

## Населення
Населення міста (у 2007 р.) становить 1.144 особи (з них менше 14 років — 15,1 %, від 15 до 64 — 66,7 %, понад 65 років — 18,2 %). У 2006 р. народжуваність склала 10 осіб, смертність — 14 осіб, зареєстровано 2 шлюби. У 2001 р. активне населення становило 518 осіб, з них безробітних — 22 особи.

Серед осіб, які проживали на території міста у 2001 р., 816 народилися в Каталонії (з них 677 осіб у тому самому районі, або кумарці), 149 осіб приїхало з інших областей Іспанії, а 47 осіб приїхало з-за кордону. 

Університетську освіту має 10,3 % усього населення. 

У 2001 р. нараховувалося 353 домогосподарства (з них 16,4 % складалися з однієї особи, 29,5 % з двох осіб,21,5 % з 3 осіб, 21,5 % з 4 осіб, 7,9 % з 5 осіб, 1,7 % з 6 осіб, 0,6 % з 7 осіб, 0,8 % з 8 осіб і 0 % з 9 і більше осіб).

Активне населення міста у 2001 р. працювало у таких сферах діяльності: у сільському господарстві — 5,6 %, у промисловості — 16,5 %, на будівництві — 11,9 % і у сфері обслуговування — 65,9 %. 

 У муніципалітеті або у власному районі (кумарці) працює 274 особи, поза районом — 349 осіб.

### Безробіття
У 2007 р. нараховувалося 22 безробітних (у 2006 р. — 23 безробітних), з них чоловіки становили 40,9 %, а жінки — 59,1 %.

## Економіка

### Підприємства міста

#### Промислові підприємства
| \| Промислові підприємства міста, за сферою діяльності \| Промислові підприємства міста, за сферою діяльності \| Промислові підприємства міста, за сферою діяльності \| \| Рік \| 2002 р. \| 2001 р. \| \| --------------------------------------------------- \| --------------------------------------------------- \| --------------------------------------------------- \| \| Енергетичні та водні ресурси \| 30,8 % \| 27,3 % \| \| Хімія та метали \| 15,4 % \| 18,2 % \| \| Переробка металів \| 15,4 % \| 9,1 % \| \| Продукти харчування \| 23,1 % \| 27,3 % \| \| Текстиль \| 0 % \| 0 % \| \| Виробництво меблів, видання \| 15,4 % \| 18,2 % \| \| Інше \| 0 % \| 0 % \| \| Усього підприємств \| 13 \| 11 \| |         |         |
| Промислові підприємства міста, за сферою діяльності |         |         |
| Рік | 2002 р. | 2001 р. |
| Енергетичні та водні ресурси | 30,8 %  | 27,3 %  |
| Хімія та метали | 15,4 %  | 18,2 %  |
| Переробка металів | 15,4 %  | 9,1 %   |
| Продукти харчування | 23,1 %  | 27,3 %  |
| Текстиль | 0 %     | 0 %     |
| Виробництво меблів, видання | 15,4 %  | 18,2 %  |
| Інше | 0 %     | 0 %     |
| Усього підприємств | 13      | 11      |

#### Роздрібна торгівля
| \| Підприємства роздрібної торгівлі міста, за сферою діяльності \| Підприємства роздрібної торгівлі міста, за сферою діяльності \| Підприємства роздрібної торгівлі міста, за сферою діяльності \| \| Рік \| 2002 р. \| 2001 р. \| \| ------------------------------------------------------------ \| ------------------------------------------------------------ \| ------------------------------------------------------------ \| \| Продукти харчування \| 41,7 % \| 46,2 % \| \| Одяг та взуття \| 0 % \| 0 % \| \| Товари для дому \| 16,7 % \| 15,4 % \| \| Книги та періодичні видання \| 0 % \| 0 % \| \| Промислова хімічна продукція \| 25 % \| 23,1 % \| \| Продукція, пов'язана з транспортними засобами \| 8,3 % \| 7,7 % \| \| Інше \| 8,3 % \| 7,7 % \| \| Усього підприємств \| 12 \| 13 \| |         |         |
| Підприємства роздрібної торгівлі міста, за сферою діяльності |         |         |
| Рік | 2002 р. | 2001 р. |
| Продукти харчування | 41,7 %  | 46,2 %  |
| Одяг та взуття | 0 %     | 0 %     |
| Товари для дому | 16,7 %  | 15,4 %  |
| Книги та періодичні видання | 0 %     | 0 %     |
| Промислова хімічна продукція | 25 %    | 23,1 %  |
| Продукція, пов'язана з транспортними засобами | 8,3 %   | 7,7 %   |
| Інше | 8,3 %   | 7,7 %   |
| Усього підприємств | 12      | 13      |

#### Сфера послуг
| \| Підприємства міста, що працюють у сфері послуг, за діяльністю \| Підприємства міста, що працюють у сфері послуг, за діяльністю \| Підприємства міста, що працюють у сфері послуг, за діяльністю \| \| Рік \| 2002 р. \| 2001 р. \| \| ------------------------------------------------------------- \| ------------------------------------------------------------- \| ------------------------------------------------------------- \| \| Гуртова торгівля \| 15 % \| 12,5 % \| \| Готелі та готельний бізнес \| 35 % \| 35 % \| \| Транспорт та зв'язок \| 22,5 % \| 22,5 % \| \| Посередницькі фінансові послуги \| 0 % \| 0 % \| \| Послуги підприємствам \| 5 % \| 5 % \| \| Послуги фізичним особам \| 12,5 % \| 15 % \| \| Нерухомість та ін. \| 10 % \| 10 % \| \| Усього підприємств \| 40 \| 40 \| |         |         |
| Підприємства міста, що працюють у сфері послуг, за діяльністю |         |         |
| Рік | 2002 р. | 2001 р. |
| Гуртова торгівля | 15 %    | 12,5 %  |
| Готелі та готельний бізнес | 35 %    | 35 %    |
| Транспорт та зв'язок | 22,5 %  | 22,5 %  |
| Посередницькі фінансові послуги | 0 %     | 0 %     |
| Послуги підприємствам | 5 %     | 5 %     |
| Послуги фізичним особам | 12,5 %  | 15 %    |
| Нерухомість та ін. | 10 %    | 10 %    |
| Усього підприємств | 40      | 40      |

## Житловий фонд
У 2001 р. 1,1 % усіх родин (домогосподарств) мали житло метражем до 59 м², 16,7 % — від 60 до 89 м², 36,3 % — від 90 до 119 м² і
45,9 % — понад 120 м².

З усіх будівель у 2001 р. 72,3 % було одноповерховими, 26,9 % — двоповерховими, 0,8 % — триповерховими, 0 % — чотириповерховими, 0 % — п'ятиповерховими, 0 % — шестиповерховими,
0 % — семиповерховими, 0 % — з вісьмома та більше поверхами.

## Автопарк
| \| Автомобілі, зареєстровані у місті, за призначенням \| Автомобілі, зареєстровані у місті, за призначенням \| Автомобілі, зареєстровані у місті, за призначенням \| \| Рік \| 2006 р. \| 2005 р. \| \| -------------------------------------------------- \| -------------------------------------------------- \| -------------------------------------------------- \| \| Приватні автомобілі \| 50,1 % \| 49,7 % \| \| Мотоцикли \| 9 % \| 8,3 % \| \| Вантажівки \| 21 % \| 21 % \| \| Трактори \| 4,8 % \| 6,1 % \| \| Автобуси та ін. \| 15,1 % \| 14,9 % \| \| Усього автомобілів \| 1.410 шт. \| 1.369 шт. \| |           |           |
| Автомобілі, зареєстровані у місті, за призначенням |           |           |
| Рік | 2006 р.   | 2005 р.   |
| Приватні автомобілі | 50,1 %    | 49,7 %    |
| Мотоцикли | 9 %       | 8,3 %     |
| Вантажівки | 21 %      | 21 %      |
| Трактори | 4,8 %     | 6,1 %     |
| Автобуси та ін. | 15,1 %    | 14,9 %    |
| Усього автомобілів | 1.410 шт. | 1.369 шт. |

## Вживання каталанської мови
У 2001 р. каталанську мову у місті розуміли 98,5 % усього населення (у 1996 р. — 99 %), вміли говорити нею 90,5 % (у 1996 р. — 89,7 %), вміли читати 90,3 % (у 1996 р. — 86,4 %), вміли писати 58 % (у 1996 р. — 61 %). Не розуміли каталанської мови 1,5 %.

## Політичні уподобання
У виборах до Парламенту Каталонії у 2006 р. взяло участь 516 осіб (у 2003 р. — 571 особа). Голоси за політичні сили розподілилися таким чином:
| \| Вибори до Парламенту Каталонії \| Вибори до Парламенту Каталонії \| Вибори до Парламенту Каталонії \| \| Рік \| 2006 р. \| 2003 р. \| \| -------------------------------------- \| ------------------------------ \| ------------------------------ \| \| Конвергенція та Єднання (CiU) \| 41,1 % \| 42,2 % \| \| Соціалістична партія Каталонії (PSC) \| 14,5 % \| 18,2 % \| \| Народна партія (PP) \| 7,8 % \| 9,3 % \| \| Ініціатива за зелену Каталонію (IC) \| 8,5 % \| 4,4 % \| \| Республіканська лівиця Каталонії (ERC) \| 22,1 % \| 24 % \| \| Громадянська партія (C's) \| 0,8 % \| 0 % \| \| Інші \| 5,2 % \| 1,9 % \| |         |         |
| Вибори до Парламенту Каталонії |         |         |
| Рік | 2006 р. | 2003 р. |
| Конвергенція та Єднання (CiU) | 41,1 %  | 42,2 %  |
| Соціалістична партія Каталонії (PSC) | 14,5 %  | 18,2 %  |
| Народна партія (PP) | 7,8 %   | 9,3 %   |
| Ініціатива за зелену Каталонію (IC) | 8,5 %   | 4,4 %   |
| Республіканська лівиця Каталонії (ERC) | 22,1 %  | 24 %    |
| Громадянська партія (C's) | 0,8 %   | 0 %     |
| Інші | 5,2 %   | 1,9 %   |

У муніципальних виборах у 2007 р. взяло участь 592 особи (у 2003 р. — 614 осіб). Голоси за політичні сили розподілилися таким чином:
| \| Муніципальні вибори \| Муніципальні вибори \| Муніципальні вибори \| \| Рік \| 2007 р. \| 2003 р. \| \| -------------------------------------- \| ------------------- \| ------------------- \| \| Конвергенція та Єднання (CiU) \| 66,2 % \| 68,4 % \| \| Соціалістична партія Каталонії (PSC) \| 29,9 % \| 26,9 % \| \| Народна партія (PP) \| 3,9 % \| 4,7 % \| \| Ініціатива за зелену Каталонію (IC) \| 0 % \| 0 % \| \| Республіканська лівиця Каталонії (ERC) \| 0 % \| 0 % \| \| Громадянська партія (C's) \| 0 % \| 0 % \| \| Інші \| 0 % \| 0 % \| |         |         |
| Муніципальні вибори |         |         |
| Рік | 2007 р. | 2003 р. |
| Конвергенція та Єднання (CiU) | 66,2 %  | 68,4 %  |
| Соціалістична партія Каталонії (PSC) | 29,9 %  | 26,9 %  |
| Народна партія (PP) | 3,9 %   | 4,7 %   |
| Ініціатива за зелену Каталонію (IC) | 0 %     | 0 %     |
| Республіканська лівиця Каталонії (ERC) | 0 %     | 0 %     |
| Громадянська партія (C's) | 0 %     | 0 %     |
| Інші | 0 %     | 0 %     |